# Idrac-Respaillès
Idrac-Respaillès település Franciaországban, Gers megyében. Lakosainak száma 214 fő (2022. január 1.). Idrac-Respaillès Labéjan, Loubersan, Miramont-d’Astarac, Mirande és Saint-Médard községekkel határos.

## Népesség
A település népességének változása:
| Lakosok száma | 195  | 188  | 186  | 206  | 212  | 213  | 214  | 216  | 215  | 214  |
|               | 1968 | 1982 | 1990 | 2006 | 2013 | 2015 | 2017 | 2019 | 2020 | 2022 |